# Kolumbussee

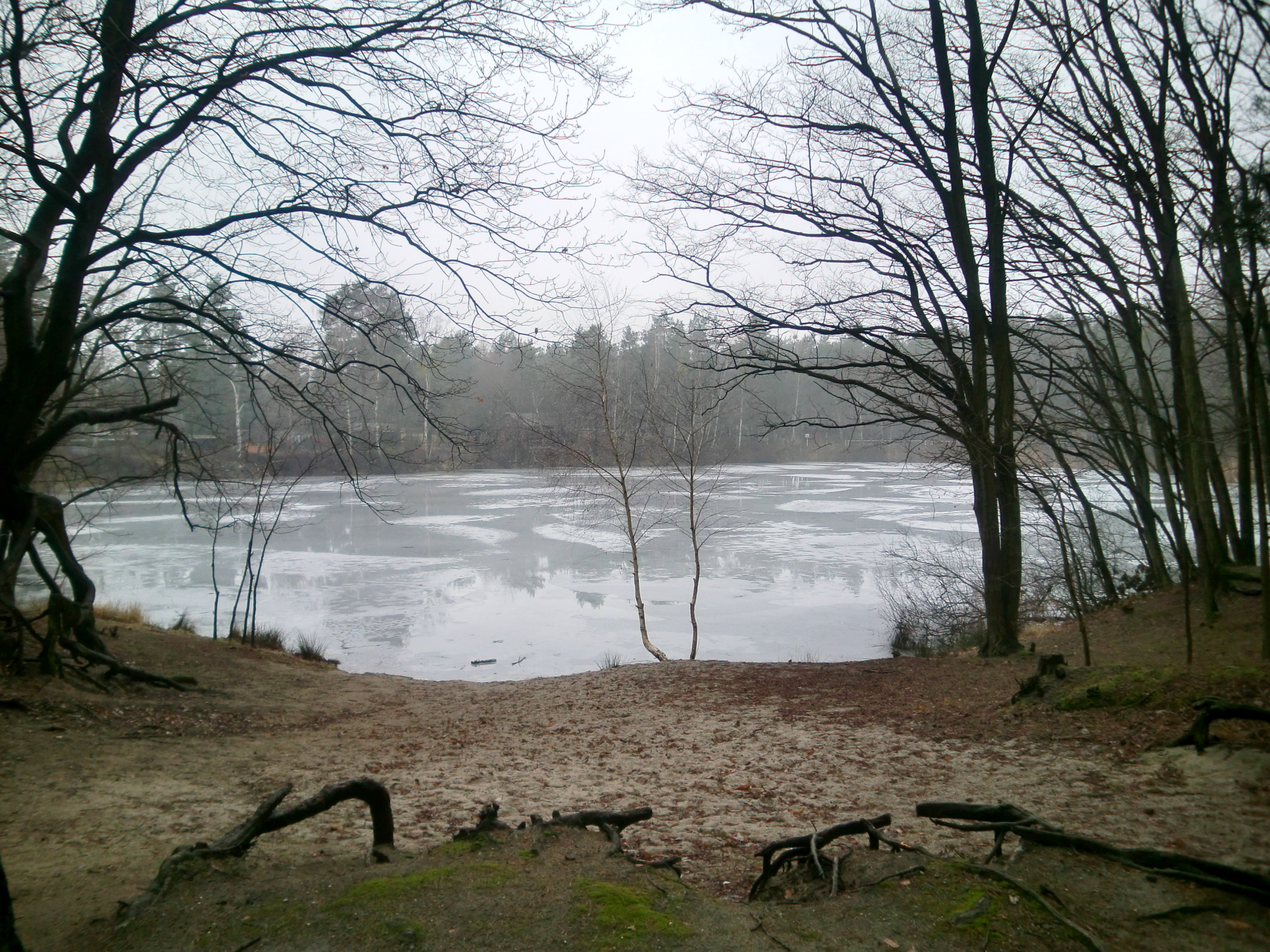
Mit Eis bedeckter Kolumbussee

Der Kolumbussee ist ein See nordöstlich des zu Schönebeck (Elbe) gehörenden Dorfes Plötzky in Sachsen-Anhalt. Nördlich des Sees liegt die Stadt Gommern.
Der von Wald umgebene See entstand infolge eines Abbaus von Quarzitgestein. Im Jahr 1932 wurde der Abbau jedoch eingestellt. Der in der Gemarkung von Plötzky liegende See erreicht eine Tiefe von bis zu 30 Metern und hat eine Oberfläche von etwa 10.000 m². In der Umgebung des Sees entstand ein Naherholungsgebiet, welches vor allem von Dauercamping und Laubengrundstücken geprägt wird.
In der näheren Umgebung liegen diverse weitere kleine Seen (Königsee, Edersee), die gleichfalls auf alte Steinbrüche zurückgehen.
Koordinaten: 52° 3′ 24″ N, 11° 49′ 6″ O